# Бардере
Бардере (сом. Baardheere) — місто в Сомалі, розташоване в провінції Гедо. Адміністративний центр однойменного округу.

## Історія
В 2009 році за місто йшли бої між збройними силами Ефіопії і бойовиками з Союзу ісламських судів.

## Географія
Місто розташоване на висоті 93 метрів над рівнем моря.

### Клімат
Місто знаходиться у зоні, котра характеризується кліматом помірних степів та напівпустель. Найтепліший місяць — березень із середньою температурою 30.6 °C (87.1 °F). Найхолодніший місяць — липень, із середньою температурою 26.8 °С (80.2 °F).
| Клімат Бардере          | Клімат Бардере | Клімат Бардере | Клімат Бардере | Клімат Бардере | Клімат Бардере | Клімат Бардере | Клімат Бардере | Клімат Бардере | Клімат Бардере | Клімат Бардере | Клімат Бардере | Клімат Бардере | Клімат Бардере |
| Показник                | Січ.           | Лют.           | Бер.           | Квіт.          | Трав.          | Черв.          | Лип.           | Серп.          | Вер.           | Жовт.          | Лист.          | Груд.          | Рік            |
| Середній максимум, °C   | 36,6           | 37,7           | 39             | 36,7           | 34,6           | 33,3           | 32,2           | 32,6           | 34,1           | 34,9           | 34,7           | 35,4           | 35,2           |
| Середня температура, °C | 28,9           | 29,6           | 30,6           | 29,7           | 28,6           | 27,6           | 26,8           | 27             | 27,9           | 28,3           | 28,2           | 28,5           | 28,5           |
| Середній мінімум, °C    | 21,8           | 22,6           | 23,4           | 23,6           | 22,9           | 21,7           | 21             | 21,2           | 21,7           | 22,4           | 22,1           | 22,1           | 22,2           |
| Норма опадів, мм        | 4.2            | 4.4            | 25             | 104.9          | 67.2           | 9.4            | 11.8           | 5              | 6.3            | 70.9           | 95.5           | 18.6           | 423.2          |
| Днів з опадами          | 0,8            | 0,8            | 3              | 8,1            | 5,7            | 4,4            | 4,3            | 1,3            | 2,2            | 4,7            | 5,9            | 3,1            | 44,3           |
| Вологість повітря, %    | 51             | 58.8           | 61.4           | 69.8           | 69.3           | 64.3           | 62.5           | 60.8           | 61.1           | 66.1           | 68             | 64.9           | 63.2           |
| ----------------------- | -------------- | -------------- | -------------- | -------------- | -------------- | -------------- | -------------- | -------------- | -------------- | -------------- | -------------- | -------------- | -------------- |
| Джерело: Weatherbase    |                |                |                |                |                |                |                |                |                |                |                |                |                |

## Демографія
У 2012 році в місті проживало 28 190 осіб.